# Rebelution
Pour le groupe de reggae, voir Rebelution (groupe).
Albums de Pitbull
The Boatlift
(2007) Armando
(2010)
Singles
1. Krazy
Sortie : 30 septembre 2008
2. I Know You Want Me (Calle Ocho)
Sortie : 24 février 2009
3. Hotel Room Service
Sortie : 16 juin 2009
4. Shut It Down
Sortie : 2 novembre 2009

Rebelution est le quatrième album studio de Pitbull, sorti le 1er septembre 2009.
Quelques grands noms de la chanson y figurent comme Akon, Avery Storm, Nayer, Lil Jon, The New Royales, Bass III Euro ou encore Slim of 112.
Cet album est l'album du succès pour Pitbull, grâce à des tubes comme I Know You Want Me (Calle Ocho) ou Hotel Room Service qui ont permis à cet album de dépasser les 7 millions d'exemplaires vendus.

## Liste des titres
| No  | Titre                                          | Producteur(s)                       | Durée |
| --- | ---------------------------------------------- | ----------------------------------- | ----- |
| 1.  | Triumph (featuring Avery Storm)                | Adrian « Drop » Santalla, DJ Buddha | 3:19  |
| 2.  | Shut It Down (featuring Akon)                  | DJ Snake, Clinton Sparks            | 3:46  |
| 3.  | I Know You Want Me (Calle Ocho)                | Lil Jon                             | 3:57  |
| 4.  | Girls (featuring Ke$ha)                        | Dr. Luke, Ammo                      | 3:06  |
| 5.  | Full of Shit (featuring Nayer & Bass III Euro) | Bass III Euro                       | 3:53  |
| 6.  | Dope Ball (Interlude)                          | DJ Noodles                          | 1:40  |
| 7.  | Can't Stop Me Now (featuring The New Royales)  | DJ Khalil, Chin (co.)               | 3:14  |
| 8.  | Hotel Room Service                             | Jim Jonsin                          | 3:57  |
| 9.  | Juice Box                                      | DJ Montay                           | 3:04  |
| 10. | Call of the Wild                               | Jim Jonsin                          | 3:11  |
| 11. | Krazy (featuring Lil Jon)                      | Lil Jon                             | 3:48  |
| 12. | Give Them What They Ask For                    | Point Blank the Marksman            | 2:56  |
| 13. | Across the World (featuring B.o.B)             | Jim Jonsin                          | 3:48  |
| 14. | Daddy's Little Girl (featuring Slim)           | Play-N-Skillz                       | 3:44  |

* (co.) - coproducteur
| 15. | Hotel Room Service Remix (featuring Nicole Scherzinger) | 3:47 |

| 16. | All About You | Jim Jonsin | 3:25 |

## Classement par pays
| Classement (2009)                    | Meilleure position |
| ------------------------------------ | ------------------ |
| Argentine Classement album           | 5                  |
| Australie Classement album           | 1                  |
| Autriche Classement album            | 19                 |
| Belgique Classement album (Flandre)  | 2                  |
| Belgique Classement album (Wallonie) | 4                  |
| Canada Classement album              | 2                  |
| Pays-Bas Classement album            | 1                  |
| France Classement album              | 1                  |
| Allemagne Classement album           | 34                 |
| Irlande Classement album             | 7                  |
| Italie Classement album              | 5                  |
| Mexique Classement album             | 5                  |
| Pologne Classement album             | 45                 |
| Espagne Classement album             | 9                  |
| Suisse Classement album              | 7                  |
| Royaume-Uni Classement album R&B     | 1                  |
| États-Unis Billboard 200             | 2                  |

## Clips
- Clip Officiel Krazy
- Clip Officiel Hotel Room Service
- Clip Officiel I Know You Want Me (Calle Ocho)
- Clip Officiel Shut It Down feat Akon